# Messidor (opera)

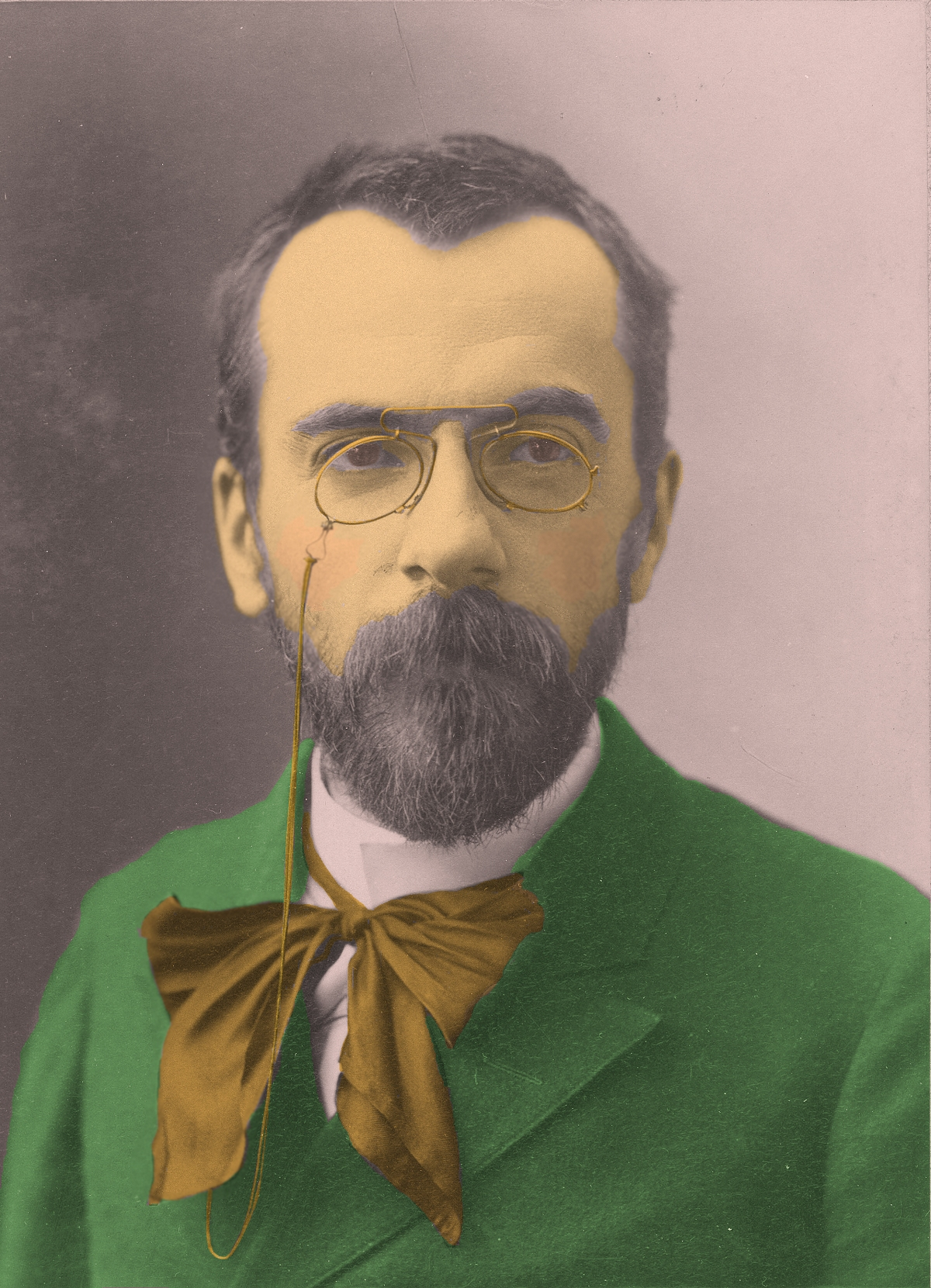
Alfred Bruneau

Messidor is een Franstalige lyrische opera in vier bedrijven van Alfred Bruneau en het libretto van Émile Zola. De opera ging op 19 februari 1897 in Parijs in première.
De opera was succesvol, maar de rol die Zola en Bruneau in de Dreyfusaffaire speelden deed het succes tanen. Vooral de nummers "Adieux du berger" en "Chanson du semeur" bleven echter populair. Een tweede reeks uitvoeringen in Parijs liet echter op zich wachten tot 1917, op 22 februari in de Conservatoire de Paris en op 28 april in de Opéra de Paris.

## Beschrijving
De titel verwijst naar de oogstmaand, de tiende maand van de Franse republikeinse kalender. Het libretto is geschreven door Émile Zola in niet-ritmisch proza in plaats van in dichtvorm, hetgeen in die tijd ongebruikelijk was.

### Korte inhoud
Het verhaal speelt zich in een dorpje Bethmale in de Ariège in Frankrijk. De bewoners houden zich voornamelijk bezig met het winnen van goud uit de beek die door het dorp stroomt. Een inhalige boer bouwt echter stroomopwaarts een installatie om het goud op industriële manier te winnen. Op die manier blijft er voor de inwoners niets meer over en zij verarmen. Hélène, de dochter van de boer, wordt verliefd op een jongeman uit het dorp: Guillaume. De moeder van Guillaume beschuldigt de boer Gaspard ervan dat hij haar man heeft vermoord. Aangevoerd door een revolutionair trekken de bewoners naar de fabriek om de installatie te vernielen. Een vrouw raadpleegt echter een heks die in een rotsholte woont, waaruit het goud vandaan komt. Haar bezoek heeft als gevolg dat net voordat de meute bij de fabriek aankomt er een enorm rotsblok van de berg rolt waardoor de beek en de goudstroom opdrogen. De fabriek van Gaspard gaat failliet, zoals de legende (het ballet) vertelt dat het goud zal verdwijnen als het geheim van de bron wordt ontdekt. Iedereen is nu arm en de nood leert hen bidden en zij beginnen weer met landbouw. Dit wordt rijk gezegend, het graan groeit voorspoedig en ieder kan leven van zijn werk. Ze bewerken de grond, zaaien en oogsten en zien in dat dit veel beter is dan het zoeken naar goud. Voor hen is de landbouw weer de bron van echte rijkdom.

### Decors
| Akte 1 | De gemeenschappelijke ruimte van een oud huis, in een bergdorp.                                                          |  |
| Akte 2 | Een grote rotsvallei, op de achtergrond het dorp. Het is herfst.                                                         |  |
| Akte 3 | Eerste decor: een grote zaal, als een druipsteengrot, duidelijk goudkleurig, (Ballet La Légende de l'or)                 |  |
|        | Tweede decor: de goudwas-installatie in een berglandschap.                                                               |  |
| Akte 4 | Een vruchtbaar landschap met rijpend graan en groene struwelen. Op de achtergrond het dorp met de kerk en een processie. |  |

### Rolverdeling
| Rol                                      | Stem              | Première 19 februari 1897 (dirigent: Paul Taffanel) |
| ---------------------------------------- | ----------------- | --------------------------------------------------- |
| Gaspard                                  | bas               | Jean Noté                                           |
| Guillaume                                | tenor             | Albert Alvarez                                      |
| Mathias, de neef van Guillaume           | bariton           | Jean-François Delmas                                |
| Véronique, de moeder van Guillaume       | mezzosopraan      | Blanche Deschamps-Jéhin                             |
| Hélène, de dochter van Gaspard           | sopraan           | Lucy Berthet                                        |
| de herder                                | tenor of bariton  | Maurice Renaud                                      |
| de priester                              | tenor of bas      | Gallois                                             |
| rollen van het ballet La Légende de l'or | dansers           | dansers                                             |
| de koningin                              | Julia Subra       | Julia Subra                                         |
| de geliefde                              | Carlotta Zambelli | Carlotta Zambelli                                   |
| het goud (pantomime)                     | Henriette Robin   | Henriette Robin                                     |

## Afbeeldingen

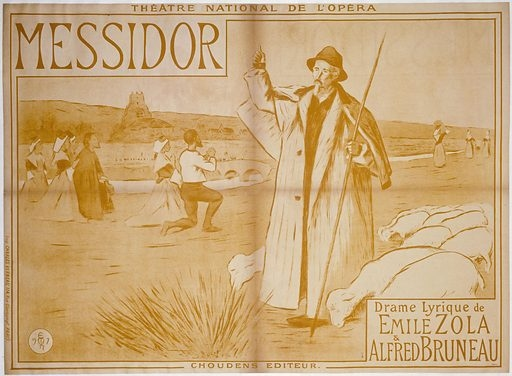
Messidor opera, affiche
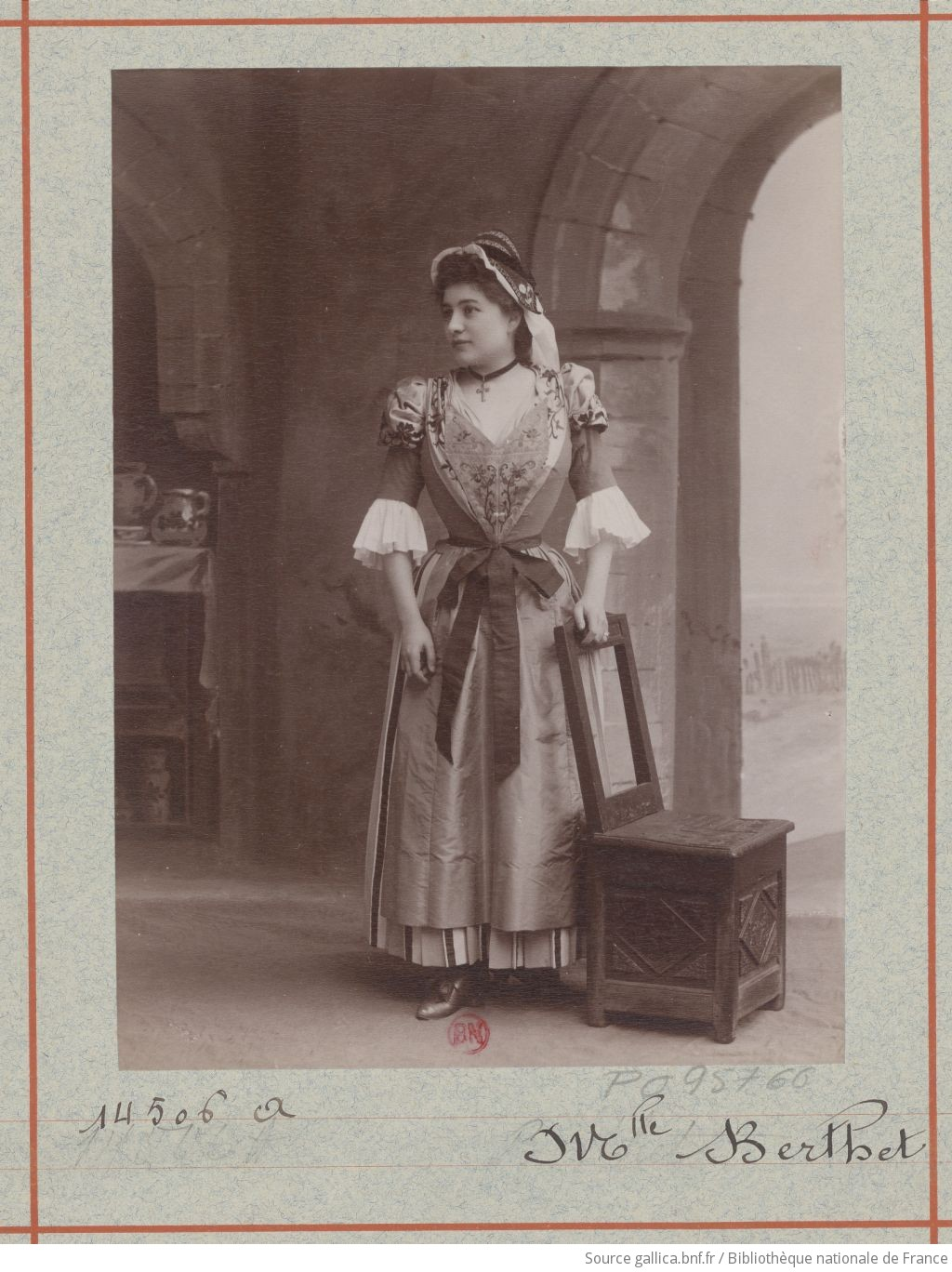
Messidor Lucy Berthet, Hélène
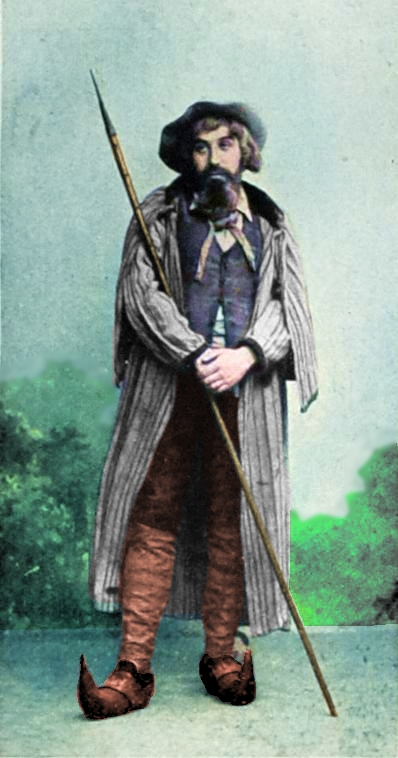
Maurice Renaud, de herder
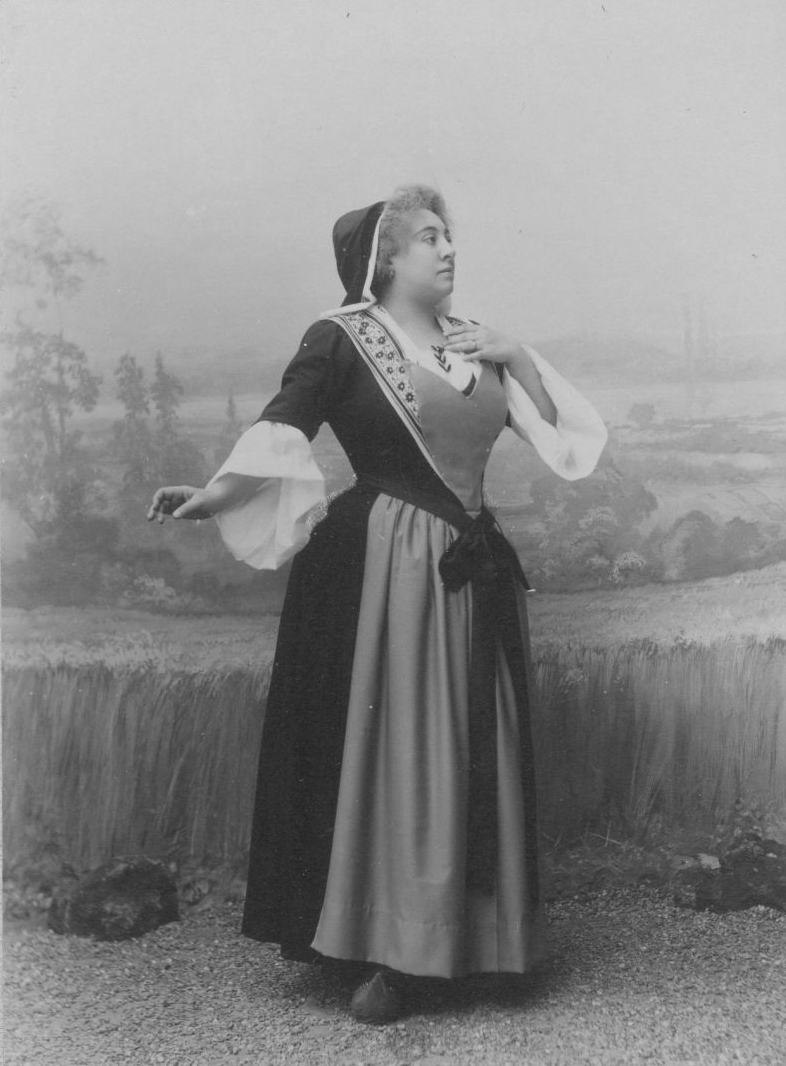
Messidor Blanche Deschamps-Jéhin
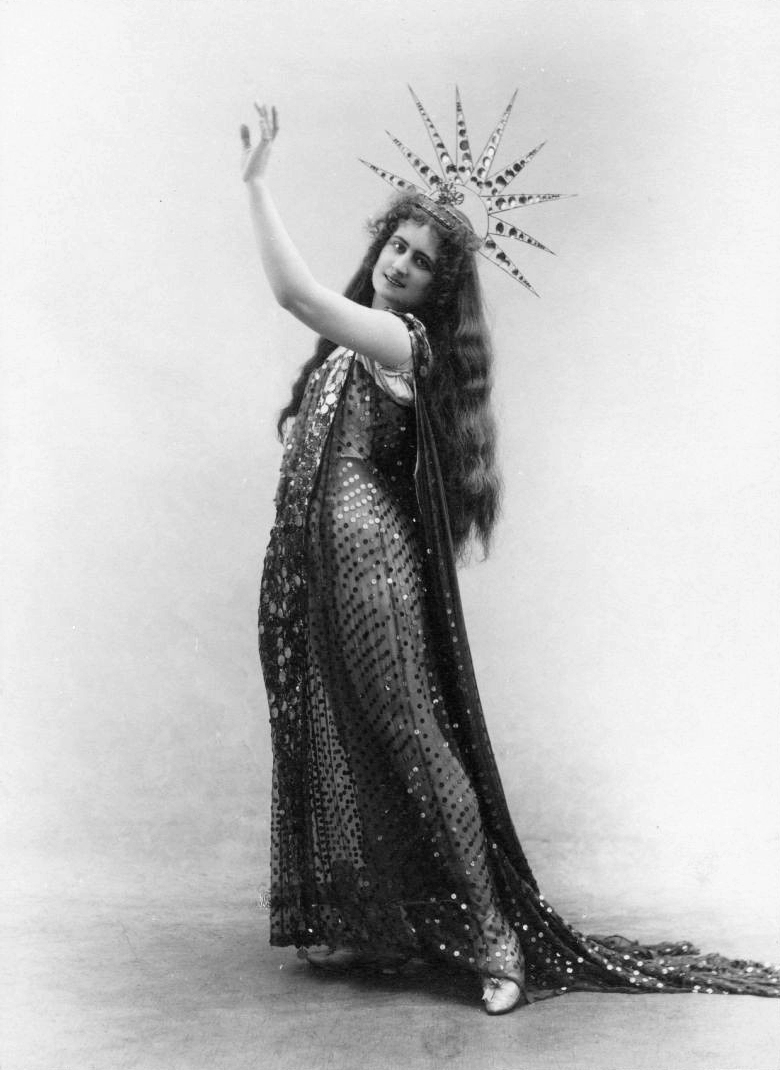
Messidor danseres Robin
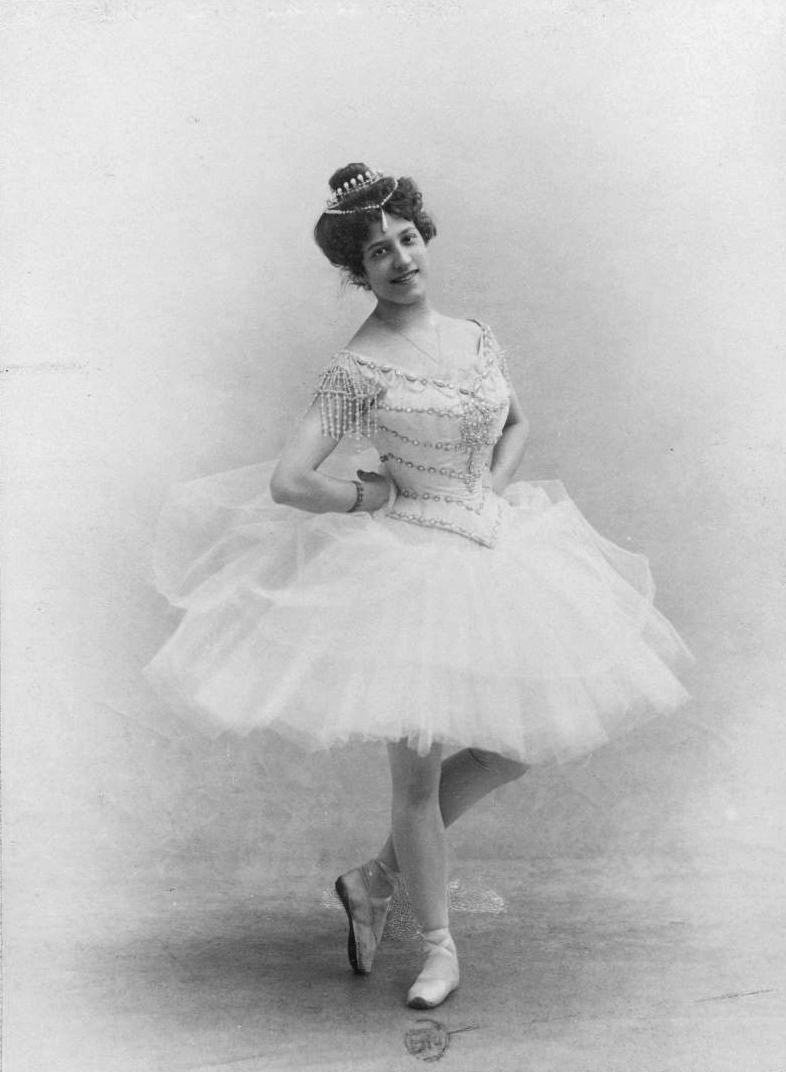
Messidor danseres Zambelli
- Messidor, partition chant et piano, 1897